# 張軌 (北朝)
張軌（?—?），字元軌，济北郡临邑县（今山东省临邑县）人，北魏、西魏官员。

## 生平
張軌的父親張崇官至高平县县令。张轨年少时喜好学习，志向见识开阔明晰。张轨在洛陽時家境贫穷，他和樂安的孫樹仁是特别要好的朋友，經常交換衣物出门，因此受人称赞。永安年間，張軌跟随爾朱榮进攻元顥，出任討寇將軍、奉朝請。张轨经常对亲近的人说：「在秦雍地区肯定会出王者。」爾朱氏敗亡後，张轨策马入关，賀拔岳任命張軌為記室參軍，掌管机要事务。不久张轨转任仓曹参军，加镇远将军。当时粮价昂贵，有人想从官府的粮仓借粮，张轨说：「因私利而損害公益，不是我平素的志愿。接济他人之难，怎么可以不管。」张轨于是卖掉自己的衣服物品，买粮食救助此人。
永熙三年（534年），贺拔岳被侯莫陈悦害死，宇文泰任命张轨出任都督，跟随自己一起讨伐侯莫陈悦。侯莫陈悦被平定后，张轨出使洛阳，见到了领军斛斯椿，斛斯椿説:“高欢密谋叛逆，路人皆知。大家都西望关中，度日如年。不知道宇文泰与贺拔岳相比如何？”张轨说:“宇文泰文可以治理国家，武可以平定祸乱。至于他的高识远度，就不是我所能够推测的了。”斛斯椿说:“真如您所说的，那就可仰仗宇文泰了。”宇文泰出任行台，任命张轨为行台郎中。魏孝武帝西迁，任命张轨出任中书舍人，封寿张县子，食邑三百户，又加左将军、济州大中正，兼任著作佐郎，修订起居注。张轨升任给事黄门侍郎，兼任吏部郎中。大统六年（540年），张轨外任河北郡太守，在当地三年，名声政绩很出色，管理民众治理政务，有奉法循理官吏的美称。大统年间，各个地方长官都对他加以推崇。张轨又入朝出任丞相府从事中郎，代理武功郡太守。章武公宇文导镇守秦州时，以张轨担任长史，张轨加抚军将军、大都督、通直散骑常侍。魏废帝元年（552年），张轨升任车骑大将军、仪同三司、散骑常侍。魏废帝二年（553年），张轨获赐姓宇文氏，代理南秦州刺史。魏恭帝二年（555年），张轨被征召出任度支尚书，又出任陇右府长史，之后在任内去世，虚岁五十五，谥号质。张轨性情清雅朴素，临终时家中没有其他财产，只有书籍数百卷。
兒子張肅。

## 延伸阅读
[在维基数据编辑]
 《周書/卷37》，出自令狐德棻《周書》
 《北史·卷070》，出自李延壽《北史》